# Proasellus margalefi
Proasellus margalefi és una espècie de crustaci isòpode pertanyent a la família dels asèl·lids.

## Hàbitat
És una espècie demersal, la qual viu a les aigües dolces subterrànies.

## Distribució geogràfica
Es troba a Europa: Espanya.